# Véska (Dolany)
Véska je vesnice, část obce Dolany v okrese Olomouc. Nachází se asi 2 km na východ od Dolan. Véska leží v katastrálním území Véska u Olomouce o rozloze 5,25 km2. V roce 2009 zde bylo evidováno 93 adres. V roce 2001 zde trvale žilo 199 obyvatel.

## Historie
První písemná zmínka o obci pochází z roku 1375, kdy se tehdy německá obec jmenovala Weska. V roce 1786 jsou založeny Nové Sady, dnes část obce.
Již od roku 1886 působí ve Vésce Sbor dobrovolných hasičů, který tak náleží k nejstarším na Olomoucku. V roce 1938 se obec stala hraničním přechodem mezi Německem a Česko-Slovenskem. Před odsunem Němců bylo rozložení obyvatel následující: 190 Čechů 154 Němců a 1 Holanďan.
V roce 1955 se stává Véska samostatnou obcí, zároveň se stává v témže roce i součástí okresu Olomouc. Historici se domnívají, že na místě dnešní kaple sv. Petra a Pavla stála již v 17. století kaple Panny Marie bolestné (na kříži před kaplí je vyobrazena Panna Marie bolestná, samotný kříž stojí na podstavci ze 17. století).V Obci Véska se nacházely dnes již neexistující  rybníky. Rybník na návsi se rozkládal za dnešní zastávkou ,byl zasypán v  roce 1948.Druhý se nacházel  těsně před Skalkou a jmenoval se Kačák . Zasypán 1991.
Ve Vésce  před rd. číslo popisné  31 se nacházel  památeční kříž .Zničen  při osvobozování  v Druhé sv válce.
| 1657 | 1839 | 1854 | 1890 | 1900 | 1910 | 1921 | 1929 | 1950 | 1980 | 1990 | 1995 | 2000 | 2007 | 2010 | 2013 | 2014 | 2017 | 2023 |
| ---- | ---- | ---- | ---- | ---- | ---- | ---- | ---- | ---- | ---- | ---- | ---- | ---- | ---- | ---- | ---- | ---- | ---- | ---- |
| 29   | 359  | 333  | 317  | 304  | 341  | 328  | 344  | 256  | 227  | 267  | 209  | 226  | 276  | 270  | 255  | 269  | 273  | 266  |

## Současnost
Ve Vésce je mistrovské osmnáctijamkové golfové hřiště patřící Golf Clubu Olomouc a tenisový areál, na jehož stavbu podle MF DNES získalo Občanské sdružení SK Véska v roce 2004 (v roce 2002 si tu koupila dům matka Ivana Langera) 9 milionů Kč ze státního rozpočtu. V roce 2010 získala společnost IES Moravia Real a.s. dotaci 30 milionů Kč v rámci ROP na stavbu hotelu u sportovního areálu SK Véska. Evropskou dotaci 60 milionů Kč získal i golfový klub na dobudování areálu (klubovna, pokoje pro 21 osob, restaurace, parkoviště a sklad).
Existují zde dva hotely: Golf resort (2012) a Hotel S Port (2013). Jako sport je možný tenis, bowling, golf, fotbal, volejbal, basketbal, badminton, cyklistika, bazén, wellness nebo jízda na koni.

## Památky
- kaple svatého Petra a Pavla z roku 1829
- kříž u kaple z roku 1842
- kříž v Nových sadech – památný od pánů ze Šternberka
- rychta ve Vésce byla dlouhá léta majetkem premonstrátek (1927 nebo 1933 až 1938 sirotčinec), probíhá její rekonstrukce

Ve Vésce se nachází i Strom splněných přání, jedná se o velmi starý jilm nad vesnicí, druhý v soutěži Strom roku 2004.